# Day by Day (album)
Pour les articles homonymes, voir Day by Day.
Albums de T-ara
Breaking Heart
(2010)
Day by Day est le 3e mini album de T-ara, sorti sous le label Core Contents Media le 3 juillet 2012 en Corée du Sud. Une réédition intitulé Mirage est sortie le 4 septembre 2012 et contient deux nouvelles chansons.

## Liste des titres
| 1. | Day by Day            | 3:17 |
| 2. | Holiday               | 3:05 |
| 3. | Tteonajima (떠나지마) | 4:05 |
| 4. | Hue                   | 3:12 |
| 5. | Sarangnori (사랑놀이) | 3:18 |

| 1. | Sexy Love                                                  | 3:17 |
| 2. | Natgwa Bam (Love All) (T-ara & Gavy NJ & Shannon) (낮과밤) | 3:17 |
| 3. | Day by Day                                                 | 3:17 |
| 4. | Holiday                                                    | 3:05 |
| 5. | Tteonajima (떠나지마)                                      | 4:05 |
| 6. | Hue                                                        | 3:12 |
| 7. | Sarangnori (사랑놀이)                                      | 3:18 |